# Linda De Win
Linda De Win (Wilrijk, 7 juni 1956) is een voormalige Belgische journaliste van de VRT-nieuwsdienst.

## Opleiding
In 1976 studeerde ze af als kandidate in de geschiedenis aan de UFSIA. Vervolgens behaalde ze in 1978 met haar scriptie De evolutie van de katholieke partijstructuren te Antwerpen het diploma van licentiaat in de geschiedenis aan de RUG.

## Carrière
Van 1980 tot 1983 werkte ze als researcher bij Alcatel Bell.
Op 2 november 1988 ging ze aan de slag bij de BRT. Ze start bij de nieuwsdienst van de radio en werkt er mee aan de programma's Het Nieuws, Actueel en Voor de dag. In 1995 stapt ze over naar de televisie, waar ze meewerkte aan TerZake. Vanaf 2002 werkte ze voor het programma Villa Politica. Aanvankelijk liep De Win sinds de vernieuwing van het programma in 2005 rond in de gangen rond het parlement om politici te interviewen. Sinds 2006 verzorgt ze ook de volledige presentatie. Het gebeurt vaak dat de antwoorden op haar vragen de volgende dag in de kranten als groot politiek nieuws worden beschouwd. Omdat ze medio 2021 65 jaar werd, moest ze na het parlementair werkjaar 2020-2021 met pensioen. Hoewel ze nog wilde doorgaan met Villa Politica, besloot de VRT haar te vervangen.
Een bekroning voor haar werk kreeg ze op 4 november 2009 toen Villa Politica de tweede prijs voor beste live verslaggeving van de AIB Media Excellence Awards in ontvangst mocht nemen. Die kreeg ze naar aanleiding van de verslaggeving in de Kamer toen de regering-Leterme I op het punt stond te vallen.
Linda De Win trad ook op als vervangster in De zevende dag. Zo verving ze Indra Dewitte als presentatrice tijdens Dewittes ouderschapsverlof in 2007-2008 en 2011 en in 2012 Ivan De Vadder tijdens de verkiezingsperiode.
Vanaf 9 januari 2023 presenteerde ze samen met Wouter Verschelden het wekelijkse politieke praatprogramma The Insiders op de digitale radiozender Business AM.
Voor de verkiezingen van 2024 ging ze aan de slag bij De verkiezingstafel van Gert Verhulst op Play4 en op de verkiezingsdag doet ze verslag voor Het Nieuwsblad.

## De Slimste Mens ter Wereld
De Wins bekendheid in Vlaanderen nam toe tijdens haar deelname aan de tv-quiz De Slimste Mens ter Wereld eind 2009, begin 2010. Ze evenaarde het record van elf deelnames aan de quiz, slechts vijf deelnemers deden haar dit voor. Hiermee was ze de beste deelnemer van het seizoen 2009-2010. Haar deelname zorgde voor heel wat ophef. De Win is van nature bijziend en onderging hiervoor in 1993 een laseroperatie aan één oog, die mislukte. Hierdoor heeft ze netvliesproblemen en een groot dioptrieverschil tussen beide ogen. Daardoor moest ze tijdens de fotorondes in de quiz geregeld dichterbij gaan zitten om het scherm te kunnen zien. Dit en onder andere ook haar zelfbewuste uitstraling over haar vele overwinningen leverde een groot aantal positieve en negatieve Facebookgroepen op. Die kregen heel wat media-aandacht.
Ze deed in 2011 mee aan De Allerslimste Mens ter Wereld, maar strandde daar na 3 afleveringen.

## Jan Jaap van der Wal
Op 13 april 2015 twitterde De Win "Who the F is Jan Jaap van der Wal?", die op dat moment optrad als vaste gast in Café Corsari. Van der Wal wijdde zijn volgende optreden aan deze 'beef'. Na het bespotten van interviews en andere tweets van haar, kwam hij met een disstrack door NoMoBS en hemzelf genaamd Who the F is Linda de Win?. In de in het Vlaams Parlement opgenomen muziekvideo stelden verschillende Vlaamse politici met zonnebril zich deze retorische vraag.
- Gemeinsame Normdatei: 1018920935
- International Standard Name Identifier: 0000 0003 6355 7693
- Library of Congress Control Number: n2012045045
- MusicBrainz: 9a6a1b9c-efa2-42fc-912e-7e1c49e8df07
- Nederlandse Thesaurus van Auteursnamen: 340267275
- Virtual International Authority File: 227744795
- WorldCat: E39PBJqbgFMpYjVCj3CMcTKKh3